# Sunipia scariosa
Sunipia scariosa är en orkidéart som beskrevs av John Lindley. Sunipia scariosa ingår i släktet Sunipia och familjen orkidéer. Inga underarter finns listade i Catalogue of Life.